# 華容道

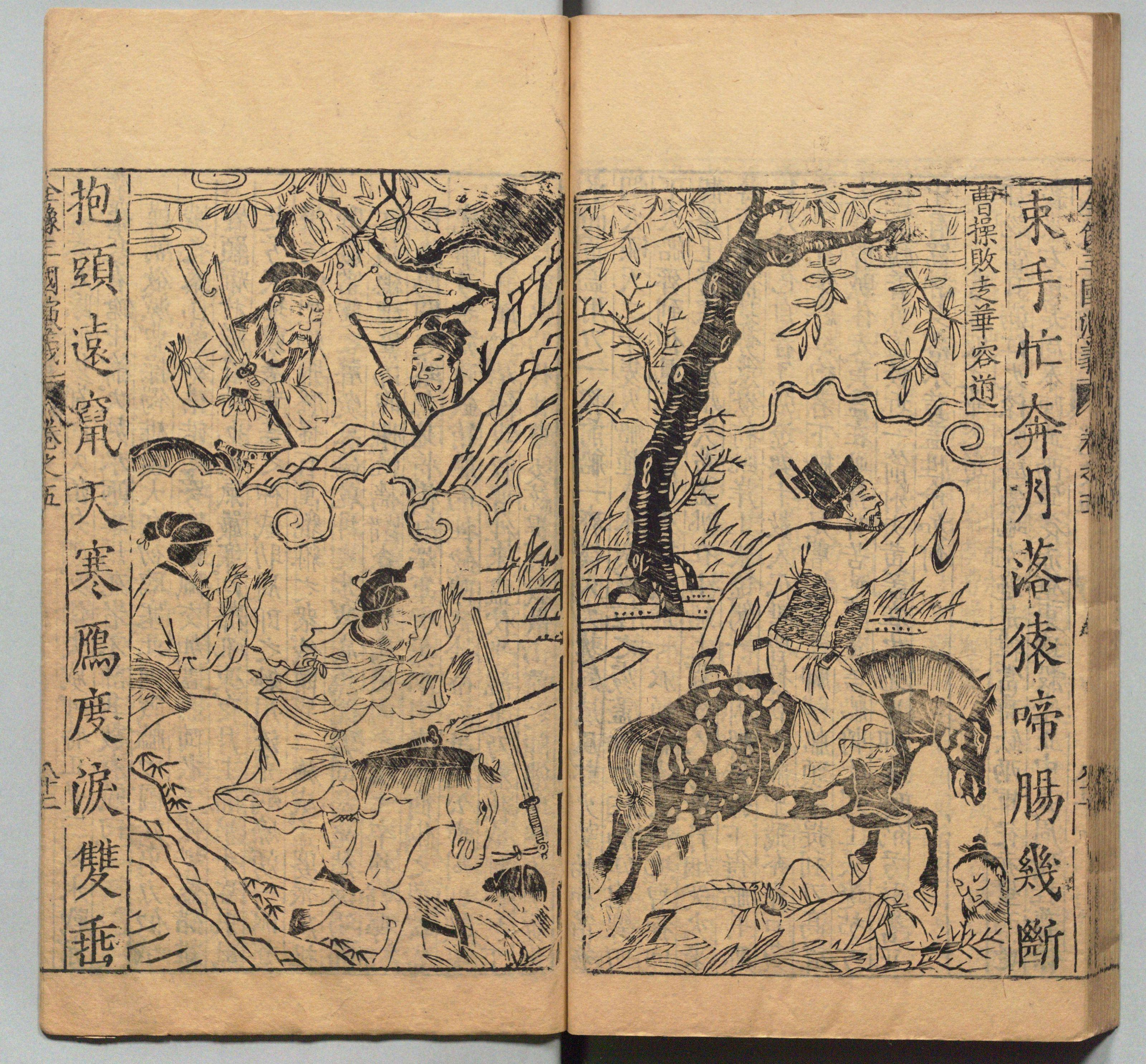
周曰校插图版《三国志通俗演义》中的曹操败走华容道

華容道，位於現今中國湖北省監利市境內（一说位于现今中国湖南省华容县境内），是古代的一個地名。曹操於赤壁之戰後敗走此地。經過一片沼澤，所以曹操大軍要割草填地，不少士兵更慘被活埋，慘烈非常。
由於地理的變遷，到了明朝時，華容道已經由一個沼澤變成一片樹林。因此，當羅貫中撰寫《三國演義》時，亦根據當時的地理環境，寫關羽在樹林裡截擊曹操。